# Canton de la Couronne
Le canton de la Couronne est une division administrative française, située dans le département de la Charente et la région Nouvelle-Aquitaine.
À la suite du redécoupage cantonal de 2014, les limites territoriales du canton sont remaniées. Le nombre de communes du canton passe de 7 à 4.

## Histoire
Un nouveau découpage territorial de la Charente entre en vigueur en mars 2015, défini par le décret du 20 février 2014, en application des lois du 17 mai 2013 (loi organique 2013-402 et loi 2013-403). Les conseillers départementaux sont, à compter de ces élections, élus au scrutin majoritaire binominal mixte. Les électeurs de chaque canton élisent au Conseil départemental, nouvelle appellation du Conseil général, deux membres de sexe différent, qui se présentent en binôme de candidats. Les conseillers départementaux sont élus pour 6 ans au scrutin binominal majoritaire à deux tours, l'accès au second tour nécessitant 12,5 % des inscrits au 1er tour. En outre la totalité des conseillers départementaux est renouvelée. Ce nouveau mode de scrutin nécessite un redécoupage des cantons dont le nombre est divisé par deux avec arrondi à l'unité impaire supérieure si ce nombre n'est pas entier impair, assorti de conditions de seuils minimaux. Dans le Charente, le nombre de cantons passe ainsi de 35 à 19. Le nombre de communes du canton de la Couronne passe de 7 à 4.

## Représentation

### Représentation avant 2015
| Période | Période | Identité                      | Étiquette    | Qualité |
| ------- | ------- | ----------------------------- | ------------ | --- |
| 1973    | 1988    | Angel Motard                  | SFIO puis PS | Instituteur Maire de La Couronne (1971-1983)                                                                              |
| 1988    | 1994    | Jean-Paul Kerjean             | app.UDF-CDS  | Dessinateur industriel à la DCN Maire de Roullet-Saint-Estèphe (1983-2014)                                                |
| 1994    | 2001    | Bernard Desbordes (1927-2016) | PS puis MDC  | Chef d'entreprise Maire de La Couronne (1983-2001)                                                                        |
| 2001    | 2008    | Patrick Fontanaud             | Les Verts    | Médecin Adjoint au Maire de La Couronne (1989-1995 et 2001-2014)                                                          |
| 2008    | 2015    | Jean-François Dauré           | PS           | Cadre Maire de La Couronne depuis 2008 Président de la Communauté d'Agglomération du Grand-Angoulême (COMAGA) (2014-2020) |

### Représentation depuis 2015
| Période élective | Période élective | Mandat | Mandat           | Identité            | Nuance | Nuance | Qualité |
| ---------------- | ---------------- | ------ | ---------------- | ------------------- | ------ | ------ | --- |
| 2015             | 2021             | 2015   | 2016 (démission) | Jean-François Dauré |        | PS     | Cadre bancaire Maire de La Couronne depuis 2008 Président de la Communauté d'Agglomération du Grand-Angoulême (COMAGA) (2014-2020) |
| 2015             | 2021             | 2015   | 2021             | Fabienne Godichaud  |        | PS     | Professeure des écoles Maire de Saint-Michel                                                                                       |
| 2015             | 2021             | 2016   | 2021             | Gérard Bruneteau    |        | DVG    | Retraité de France Telecom - Maire de Puymoyen                                                                                     |
| 2021             | 2028             | 2021   | en cours         | Jean-François Dauré |        | PS     | Ancien conseiller, 1er Vice-Président du Conseil départemental                                                                     |
| 2021             | 2028             | 2021   | en cours         | Fabienne Godichaud  |        | PS     | Conseillère sortante, 6ème Vice-Présidente du Conseil départemental                                                                |

### Résultats détaillés

#### Élections de mars 2015
Lors des élections départementales de 2015, le binôme composé de Jean-François Dauré et Fabienne Godichaud (Union de la Gauche) est élu au 1er tour avec 60,79% des suffrages exprimés, devant le binôme composé de André Bonichon et Marilyn Houry (Union de la Droite) (22,90%). Le taux de participation est de 48,55 % (5 387 votants sur 11 095 inscrits) contre 50,21 % au niveau départementalet 50,17 % au niveau national.

#### Élections de juin 2021
Le premier tour des élections départementales de 2021 est marqué par un très faible taux de participation (33,26 % au niveau national). Dans le canton de la Couronne, ce taux de participation est de 30,48 % (3 300 votants sur 10 825 inscrits) contre 33,39 % au niveau départemental. À l'issue de ce premier tour, deux binômes sont en ballottage : Jean-François Dauré et Fabienne Godichaud (PS, 71,73 %) et Frédéric Magnant et Monserrat Vidal Montes (DVD, 28,27 %).
Le second tour des élections est marqué une nouvelle fois par une abstention massive équivalente au premier tour. Les taux de participation sont de 34,3 % au niveau national, 33,99 % dans le département et 30,52 % dans le canton de la Couronne. Jean-François Dauré et Fabienne Godichaud (PS) sont élus avec 73,69 % des suffrages exprimés (2 243 voix pour 3 303 votants et 10 821 inscrits),,.

## Composition

### Composition antérieure à 2015
Le canton comptait sept communes.
| Nom                     | Code Insee | Codepostal | Superficie (km2) | Population (dernière pop. légale) | Densité (hab./km2) |
| ----------------------- | ---------- | ---------- | ---------------- | --------------------------------- | ------------------ |
| La Couronne (chef-lieu) | 16113      | 16400      | 28,82            | 7 410 (2012)                      | 257                |
| Fléac                   | 16138      | 16730      | 12,60            | 3 613 (2012)                      | 287                |
| Nersac                  | 16244      | 16440      | 9,24             | 2 481 (2012)                      | 269                |
| Puymoyen                | 16271      | 16400      | 7,26             | 2 427 (2012)                      | 334                |
| Roullet-Saint-Estèphe   | 16287      | 16440      | 41,50            | 4 109 (2012)                      | 99                 |
| Saint-Michel            | 16341      | 16470      | 2,46             | 3 279 (2012)                      | 1 333              |
| Vœuil-et-Giget          | 16418      | 16400      | 8,48             | 1 576 (2012)                      | 186                |

### Composition postérieure à 2015
Le nouveau canton de la Couronne comprend quatre communes entières.
| Nom                                 | Code Insee | Intercommunalité  | Superficie (km2) | Population (dernière pop. légale) | Densité (hab./km2) | Modifier                                    |
| ----------------------------------- | ---------- | ----------------- | ---------------- | --------------------------------- | ------------------ | ------------------------------------------- |
| La Couronne (bureau centralisateur) | 16113      | CA GrandAngoulême | 28,82            | 7 759 (2022)                      | 269                | modifier les données · modifier les données |
| Nersac                              | 16244      | CA GrandAngoulême | 9,24             | 2 258 (2022)                      | 244                | modifier les données · modifier les données |
| Puymoyen                            | 16271      | CA GrandAngoulême | 7,26             | 2 394 (2022)                      | 330                | modifier les données · modifier les données |
| Saint-Michel                        | 16341      | CA GrandAngoulême | 2,46             | 3 220 (2022)                      | 1 309              | modifier les données · modifier les données |
| Canton de la Couronne               | 1613       |                   | 47,78            | 15 631 (2022)                     | 327                | modifier les données                        |

## Démographie

### Démographie avant 2015
| 1962   | 1968   | 1975   | 1982   | 1990   | 1999   | 2006   | 2011   | 2012   |
| ------ | ------ | ------ | ------ | ------ | ------ | ------ | ------ | ------ |
| 13 495 | 14 488 | 16 747 | 19 547 | 21 537 | 22 375 | 23 389 | 24 731 | 24 895 |

### Démographie depuis 2015
En 2022, le canton comptait 15 631 habitants, en évolution de −0,6 % par rapport à 2016 (Charente : −0,48 %, France hors Mayotte : +2,11 %).
| 2013   | 2018   | 2022   |
| ------ | ------ | ------ |
| 15 599 | 15 745 | 15 631 |